# 우산/질릴 정도로 우리는 바라
〈우산/질릴 정도로 우리들은 바라〉(雨傘/あきれるくらい 僕らは願おう 아마가사/아키레루쿠라이 보쿠라와네가오[*])는 TOKIO의 39번째의 싱글로 2008년 9월 3일 발매되었다.

## 설명
TOKIO가 레이블을 제이 스톰으로 이적 후에 발표한 최초의 음반이며, 유니버설 뮤직 재팬에서 마지막으로 발매한 싱글인 〈청춘 SEISYuN〉 이후 약 10개월 만의 싱글이다. 레이블 이적 이후 Rain Wave Music Records으로 발매한다. 아티스트로서의 공식 사이트가 Johnny's net 내의 사이트로 일치되었다.
동경사변의 시이나 링고가 음반의 참여하였다. 곡 작업 중에서 나가세 토모야는 동갑이지만 시이나 링고에게 매우 정중하게 높임 존칭어를 사용하였다.
〈우산〉은 시이나 링고의 음악답게 곡의 키(KEY)가 상당히 높다. 또 〈와중의 남자〉 역시 시이나 링고가 작사, 작곡한 또 다른 곡으로 통상반에만 수록 되어 있다.
〈상승사고〉는 멤버 코쿠분 타이치가 리드 보컬을 노래하였다.

## 수록곡

### 통상반
1. 雨傘 / 우산
  - 작사·작곡: 시이나 링고 / 편곡: 도쿄지헨
2. 渦中の男 / 와중의 남자
  - 작사·작곡: 시이나 링고 / 편곡: 도쿄지헨
3. 上昇思考 / 상승사고
  - 작사·작곡: 야마시타 카즈케키 / 편곡: 오시시 쇼고
4. あきれるくらい 僕らは願おう / 질릴 정도로 우리들은 바라
  - 작사·작곡: 히로이즘 / 편곡: 야마하라 카즈히로
5. 雨傘（Backing Track）
6. あきれるくらい 僕らは願おう（Backing Track）

### 초회반 A
CD
1. 雨傘 / 우산
2. あきれるくらい 僕らは願おう / 질릴 정도로 우리들은 바라

DVD
- 〈雨傘〉 Video Clip
- 〈雨傘〉 Making

### 초회반 B
CD
1. 雨傘 / 우산
2. あきれるくらい 僕らは願おう / 질릴 정도로 우리들은 바라

DVD
- 〈あきれるくらい 僕らは願おう〉 Video Clip（version 1）
- 〈TOKIO STATION II ~질릴 정도로 TOKIO는 재잘거린다 편~〉